# Vídeňská gezera

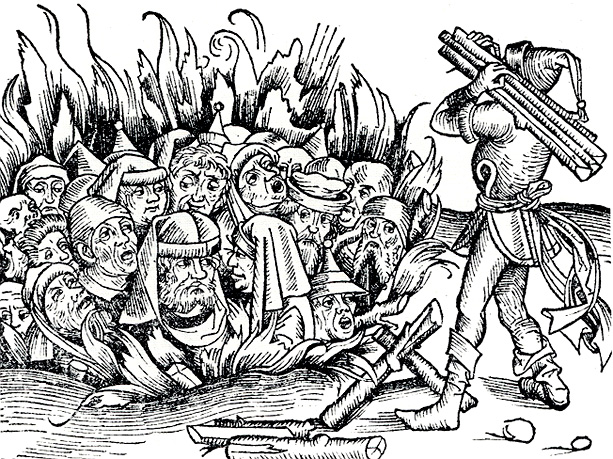
Upálení Židů ze Světové kroniky Hartmanna Schedela (1493)

Vídeňská gezera německy Wiener Gesera (z hebr. גזירה) byla plánovaná likvidace židovských obcí v Rakouském vévodství v letech 1420/21 na příkaz vévody Albrechta V. Perzekuce, která začala vězněním, nucenými konverzemi ke křesťanství a vyháněním, vyvrcholila popravou více než 200 Židů. Někteří Židé uprchli do zahraničí, jiní spáchali sebevraždu. Vídeňská židovská komunita, která čítala asi 1500 lidí, fakticky zanikla a její majetek byl zabaven vévodou. Wiener Gesera byl původně název židovské kroniky z tehdejší doby.

## Obvinění vznesená proti Židům
Co vedlo vévodu Albrechta k pronásledování židovských obcí, se lze pouze dohadovat: mohla to být kombinace hospodářských, politických a náboženských motivů, které nejspíše s veřejně předloženými obviněními neměly mnoho společného. Pronásledování probíhalo na pozadí podezření, že Židé podporují husity, a žárlivosti na rostoucí bohatství vídeňských Židů. Vévoda Albert navíc dlužil Židům více peněz, než mohl splatit. 

## Svatokrádež
Ve středověku i v novověku sloužilo obvinění ze znesvěcení hostie znovu a znovu jako ospravedlnění a záminka k pronásledování Židů. Oficiálním zdůvodněním pronásledování, které začalo v roce 1420 byl údajný zločin kostelníka z Enns, který ukradl eucharistii a prodal ji Židovi jménem Israel a jeho ženě.

## Legendy o rituálních vraždách
Obvinění z rituálních vražd, zejména křesťanských dětí, bylo opakovaně vzneseno proti Židům a příslušníkům různých menšin a outsiderských skupin ve středověku i novověku. Události roku 1421 jsou v řadě zpráv spojovány s obviněními z krvavých vražd. Všechny tyto zprávy jsou však podružné, ve skutečnosti nemusela obvinění z rituálních vražd hrát roli.

## Kolaborace s husity
Od léta roku 1419 České království pustošily husitské války. Také sousední Rakousy byly do válek zataženy. Husitské oddíly táhly také přes severní část Dolních Rakous a došly až ke Kremži. V několika dokumentech jsou Židé obviněni z kolaborace s husity, jako např. v jednom prohlášení Vídeňské teologické fakulty z 9. června 1419. Stále znovu se opakuje obvinění z obchodování se zbraněmi. Zdali byla tato obvinění založena na pravdě, dnes již nelze zjistit. Každopádně však fanatičtí husité vůči Židům chovali jen málo sympatií. Kupříkladu židovská obec v Chomutově se po dobytí města husity 16. března 1421 bránila nucenému křtu sebevraždami.

## Průběh událostí v letech 1420/21
Albert V. nařídil 23. května 1420 zatknout všechny Židy v celém Rakousku. Několik Židů se snažilo vyhnout zatčení tím, že se uchýlili do synagogy Or-Sarua na Judenplatz, což vyústilo v třídenní obležení o hladu a žízni, které ukončila až kolektivní sebevražda. Soudobá židovská kronika uvádí, že rabi Jonah synagogu zapálil, aby Židé v Or-Sarua zemřeli jako mučedníci. Jednalo se o formu Kiddush Hashem, aby se vyhnuli náboženskému pronásledování a povinnému křtu.
Zhruba po měsíci (některé zdroje uvádějí 21. června) byli chudí Židé vyhnáni ze země, zatímco bohatí zůstali ve vězení. Existují četné zprávy o špatném zacházení a mučení, částečně proto, aby „přesvědčili“ Židy, aby přijali křest, částečně proto, aby si vynutili informace o skrytých cennostech. Podmínky ve vězení se zřejmě ze dne na den zhoršovaly: kvůli zneužívání, sebevraždám a špatným vězeňským podmínkám – zima 1420/21 byla obzvlášť krutá – přišlo o život mnoho vězňů. Pro děti do 15 let byl nařízen povinný křest. Toto opatření vedlo k diplomatické intervenci u papeže Martina V., která byla alespoň částečně úspěšná: papež ve své bule Licet Iudeorum omnium z 1. ledna 1421 nařídil pod hrozbou exkomunikace pro křtícího kněze, že v Rakousku a Benátkách nesmí být děti mladší 12 let nuceny ke křtu proti jejich vůli a vůli jejich rodičů.
Výnosem vévody Alberta z 12. března 1421 byli Židé odsouzeni k smrti. Kromě obecné „zlovolnosti“ Židů byla hlavním zdůvodněním svatokrádež v Enns. Poprava zbývajících vídeňských Židů, 92 mužů a 120 žen, se uskutečnila ve stejný den na Gänseweide v Erdbergu (dnes součást Weißgerberviertel). V popelu zpopelněných se později hledalo zlato a další šperky.
16. dubna 1421 byl upálen i kostelník zapojený do údajné svatokrádeže v Enns, pravděpodobně na stejném místě jako předtím Židé.
Poté, co byli Židé upáleni, zabiti nebo vyhnáni, vévoda zkonfiskoval pozůstalý majetek a nechal zbourat synagogu. Kameny bývalé synagogy byly použity na stavbu vídeňské univerzity. Od té doby měli Židé zakázáno pobývat v Rakousku.